# Holtland
Holtland là một đô thị thuộc huyện Leer, bang Niedersachsen, Đức. Đô thị này có diện tích 14,66 km².